# Dedication (album, Herbie Hancock)
Dedication je trinajsti studijski album ameriškega jazzovskega pianista Herbieja Hancocka, ki je izšel na Japonskem leta 1974 med Hancockovo japonsko turnejo. »Maiden Voyage« in »Dolphin Dance« je Hancock izvedel s klavirjem, »Nobu« in »Cantaloupe Island« pa je izvedel z električnimi klaviaturami in sintetizatorji.
Album je najprej izšel na LP plošči pri japonski založbi CBS/Sony septembra 1974. Izven Japonske ni bil album izdan vse do leta 2013, ko je izšel kot del seta Hancockovih izdaj pri založbi Columbia, leta 2014 pa je bil ponovno izdan pri založbi Wounded Bird.

## Seznam skladb
Avtor vseh kompozicij je Herbie Hancock.
| Št. | Naslov              | Dolžina |
| --- | ------------------- | ------- |
| 1.  | „Maiden Voyage‟     | 7:44    |
| 2.  | „Dolphin Dance‟     | 11:18   |
| 3.  | „Nobu‟              | 7:39    |
| 4.  | „Cantaloupe Island‟ | 13:57   |

## Glasbeniki
- Herbie Hancock – akustični klavir (1, 2); Fender Rhodes, ARP Pro Soloist, ARP Odyssey, ARP 2600, ARP String Ensemble (3, 4)